# (7600) Vacchi
Pour les articles homonymes, voir Vacchi.
(7600) Vacchi est un astéroïde de la ceinture principale.

## Description
(7600) Vacchi est un astéroïde de la ceinture principale. Il fut découvert le 9 septembre 1994 à Colleverde par Vincenzo Silvano Casulli. Il présente une orbite caractérisée par un demi-grand axe de 2,71 UA, une excentricité de 0,02 et une inclinaison de 8,6° par rapport à l'écliptique.

## Compléments